# Geographie und Wirtschaftskunde
Geographie und Wirtschaftskunde (kurz: GWK, GuWK, GuW oder GW) ist der Name eines Unterrichtsgegenstandes, der ausschließlich in Österreich unterrichtet wird. Der Gegenstand heißt seit der Lehrplanreform 2023 in der Sekundarstufe 1 "Geographie und wirtschaftliche Bildung".

## Allgemeines
Dieses Fach wird ab der Unterstufe (5. Schulstufe der Sek I = HS, NMS, AHS) eigenständig unterrichtet. In der Volksschule (Primarstufe) werden Inhalte dieses Fachbereichs als „Gesamtunterricht“ im Rahmen des Gegenstands „Sachunterricht“ gelehrt. An sich sind hier viele Inhalte, die auch in der 5. und 6. Schulstufe (etwa Kartenarbeit, aber auch Inhalte der Wirtschaft etc.) propädeutisch vorhanden. Beobachtungen von Sek I-Lehrkräften weisen aber immer wieder darauf hin, dass der Sachunterricht in den VS leider sehr heterogen in seinen Resultaten unterrichtet wird.
In der Sek I umfasst der Unterrichtsauftrag in Geographie und Wirtschaftskunde (GWK) das Übermitteln von geographischen und wirtschaftlichen Inhalten und Zielen (besser und zeitgemäßer ausgedrückt als: „Wirtschaftserziehung“): Geographie und Wirtschaftskunde in Österreich wird daher als ein doppelpoliges Zentrierfach (unter Miteinbeziehung der Politischen Bildung) positioniert, das sich heute mit dem „Handeln des Menschen in Raum und Wirtschaft“ beschäftigt. Entstanden ist diese Fächerkombination auf den Sekundarstufen I und II ab 1962 im Zuge der Neuordnung des österreichischen Schulwesens im sogenannten SCHOG 62 gemeinsam mit der ebenfalls damals eher additiven Verbindung Geschichte und Sozialkunde, bzw. etwas später auch Biologie und Umweltkunde (wo insbesondere in den AHS-Klassen 3 und 6 viele physiogeographische Inhalte unterrichtet werden). Der Paradigmenwechsel 1985 von einem ehemals (Lehrpläne 1963/64) primär beschreibend und länderkundlich strukturierten Geographieunterricht (dem man im Schulgesetzwerk 1962 die „Wirtschaftskunde angehängt hatte“) zu einem thematischen Konzept mit integrativer Verbindung des G mit dem W, unterscheidet die Ausrichtung des Schulfaches in Österreich grundlegend von den Ansätzen etwa in deutschsprachigen Nachbarländern (vgl. die Genese in der Dissertation von Sitte Christian 1989, univie bzw und in Teil 2 reichhaltige Dokumentation)  und in vielen (früheren) Beiträgen der seit 1978 bestehenden Zeitschrift „GW-Unterricht“. Exemplarisch zeigte das in dieser Zeitschrift ein jüngerer Beitrag zu einem noch immer wichtigen (traditionellen) Teilbereich des Unterrichtsgegenstandes – nämlich der Anteile von Physiogeographie in den Sek I und Sek II-Lehrplänen in Österreich, bzw eine nur online verfügbare resumierende Zusammenfassung „30 Jahre nach dem Paradigmenwechsel in der österreichischen Schulgeographie 1985/1989“. Sie schildert die Entwicklung bis 2023, als mit dem neuen Sekundarstufe I - Lehrplan (LP) auch der Unterrichtsgegenstand in „Geographie und wirtschaftliche Bildung“, durchaus damit auch programmatisch gemeint (vgl. Ch. Fridrich 2016), umbenannt wurde.
In den Allgemeinbildenden Schulen (Hauptschulen bzw. NMS und Gymnasien / AHS-Unterstufen) wird der Unterrichtsgegenstand (nach der Normstundentafel, die aber schulautonom verändert werden kann) noch auf allen Jahrgangsstufen / Klassen bis hin zur Reifeprüfung („Matura“) unterrichtet. Etwas dünner sieht die Situation an den Oberstufen der berufsbildenden Schulen (BHS und BMS) aus. Hier wird in den großen Typen GWK bevorzugt in den unteren Jahrgängen unterrichtet. Allerdings sind in den Lehrplänen der letzten Jahre wieder Möglichkeiten, GWK maturabel zu machen, eröffnet worden – allerdings nur in Kombinationsfachvarianten mit anderen Gegenständen.
Der Bereich Fachdidaktik „Geographie und Wirtschaftskunde“ in und zu Österreich ist gut aufgeschlossen:
So gibt es schon lange ein großes Einstiegsportal den „gw.eduhi.at“, hier findet man online einen breit angelegten Einstieg in den Unterrichtsgegenstand, zu Lehrplänen, Fachdidaktik- und Methodikbereichen, aber auch reichhaltiges Material für die Unterrichtsgestaltung.
Die Universität Wien gab 2001 unter der Federführung der beiden damals in Österreich maßgeblichen GW-Fachdidaktikern Wolfgang Sitte und Helmut Wohlschlägl ein eigenes „Handbuch GW“ heraus, das später auch online verfügbar gemacht worden ist. Seine vielfältigen Stichwortartikel und die dort zitierte Literatur geben einen guten Überblick. Im „Ausbildungscluster Österreich Mitte“ (Salzburg/Linz) ist als möglicher Nachfolger eine offene ONLINE-Fachdidaktik-GW im Aufbau.
Einen Überblick über die in den Ausbildungsgängen erstellten fachdidaktisch ausgerichteten Diplomarbeiten und (wenigen) österreichischen Dissertationen zu GW findet man über eine Auflistung an der Universität Wien bzw. Bachelorarbeiten an der PH für Niederösterreich ferner einige aus der KPH-Wien u. a. und mitunter auch in GEOGRAZ.
Seit 1978 besteht eine eigene Fachdidaktikzeitschrift „GW-Unterricht“, die seit einigen Jahren auch frei online verfügbar ist. Sie spielte insbesondere in der Reformperiode der 1980er Jahre eine bedeutende Rolle – siehe dazu in ihrem online-Inhaltsverzeichnis. Sie konnte – dank eines damals großzügigen Sponsorings – lange Jahre gedruckt an bis zu 8000 Lehrerinnen kostenfrei verschickt werden (bis zur Nummer 115 / 2009 – seither ist sie eine Online-Ausgabe). Ihre Hefte sind daher in vielen einschlägigen Bibliotheken sowohl in Österreich als auch dem Ausland als Dokument dieser Entwicklung vorhanden. Sie ist noch immer (neben den Schulbüchern) die aktuelle Informationsquelle zur Fachdidaktik/Schulgeographie in Österreich, obwohl ihr direkter Praxisbezug in den Jahren der – damit auch unter anderer Herausgeberschaft stehenden – Online-Ausgaben leider sehr zurückgegangen ist. Die Dichte der Dokumentation über die schulgeographische Entwicklung(en) in Österreich ist damit heute ungleich geringer geworden – viele Entwicklungen lassen sich heute daher leider nicht mehr dokumentarisch nachvollziehen. Auch die Verbreitung unter den ehemaligen Adressanten – den Lehrkräften in den Schulen draußen – ließ nach. Damit ging auch ein wichtiger „Transformationsriemen“ zwischen Fachdidaktik und Praxis verloren. Einen kleinen Ersatz dafür stellen heute nur mehr die regelmäßigen aktuellen Materialinformationen für den Unterricht im „Hölzel_Journal“ dar.
Schon früher (ab 1963) waren Teile der Fachbelange in der (heute ebenfalls online verfügbaren) Lehrerfortbildungszeitschrift des Unterrichtsministeriums „Wissenschaftliche Nachrichten“ diskutiert worden. In ihr ist (neben Abschnitten für anderen Nawi-Gegenstände) auch ein GWK-Abschnitt in jedem Heft am Ende vorhanden. Leider stellte das Unterrichtsministerium diese Zeitschrift zunächst auf eine Online-Variante um und dann vor einigen Jahren aus Einsparungsgründen ganz ein. Die Lehrplan(ver)änderungen der Jahre 2014 bis 2016 sind in beiden Zeitschriften, wenn überhaupt, nur mehr leider sehr sporadisch dokumentiert. Fachdidaktische Hilfen bzw. Vorbereitungen von solchen Veränderungen, die damit im Vorsus eine breite Lehrerschaft erreichen könnten, ihnen innovative Praxisanwendungen nahebringen, erfolgen damit im Unterschied zu den Reformphasen des ausgehenden 20. Jahrhunderts heute dort nicht mehr. Innovationsträger sind nun im 21. Jahrhundert eher die methodisch sehr breit gestreuten Interpretationen der Lehrpläne durch die neuen Schulbücher.
Insbesondere für die früheren Jahre findet man auch in den „Mitteilungen der Österreichischen Geographischen Gesellschaft“ Beiträge zur Entwicklung des Unterrichtsgegenstandes in Österreich – mit einem Schwerpunkt Schulkartografie.
An der Universität Wien besteht ein „Regionales Fachdidaktikzentrum GW“. Dort wurden in einem sg. „fachdidaktischen Grundkonsens“ erstmals Positionen in der Fachdidaktik GW formuliert. Der Fachdidaktiker Christian Vielhaber zog 2012 eine kritische Bilanz. Einen guten Aufschluss über die laufende Situation geben die Analysen der in Wien von den dort lehrenden Fachdidaktikern betreuten Diplom- und (heute Masterarbeiten). Ein weiteres regionales Fachdidaktikzentrum mit ebenfalls gut ausgebautem Webauftritt gibt es an der Universität Graz. In der dort herausgegebenen (auch online verfügbaren) Zeitschrift GeoGraz findet man regelmäßig auch innovative Fachdidaktikbeiträge zu Österreichthemen.
Im November 2016 gründete ein Präponentenkomitee im Rahmen der Österreichischen Geographischen Gesellschaft (ÖGG) gemäß § 41 ihrer Satzungen eine Fachgruppen „Geographische und sozioökonomische Bildung“ (GESÖB). Als Vorsitzender wurde bei der konstituierenden Sitzung PH-Prof. priv.Doz. Mag. Dr. Christian Fridrich BEd (PH Wien) gewählt.
Einen guten Informationseinstieg mit vielen weiteren Verlinkungen zur Fachdidaktik GW und Schulpraxisanwendungen gibt auch das Fachportal GWK an der Pädagogischen Hochschule Niederösterreich. Dort findet man auch eine „Bibliographie Fachdidaktik GW“, die die in den letzten 30 Jahren für GW in Österreich wichtigen Beiträge zusammengestellt hat.
Informationen, wie der Unterricht in GW konkret aussehen kann, liefern auch diverse Verlagswebseiten. Die Geographie und Wirtschaftskunde – Schulbücher (und bei drei dieser Verlage auch Schulatlanten) verdeutlichen die sehr unterschiedlicher Art und Weise der Praxisumsetzung der Lehrpläne! Sie sind z. T. online als Quellen auch durchblätterbar:
Die aktuellen Schulbücher für GW kommen von (in alphabetischer Reihenfolge): Bundesverlag, Hölzel, Jugend & Volk, Trauner Verlag, Veritas, und Westermann. Digitale Lernmaterialien zu diesen Schulbüchern gibt es von eSquirrel.
Aus der laufenden Diskussion um ein „Mehr an Ökonomischer Bildung“ in GW startete die Fachgruppe „Geographie und Sozioökonomische Bildung der Österreichischen Geographischen Gesellschaft“ (GESÖB) das Unternehmen „INSERT“. Im Rahmen des Projekt INSERT entwickeln Lehrkräfte gemeinsam miz österreichischen GW-Fachdidaktiker (und Studierenden) innovative Unterrichtsbeispiele für S I u. auch S II.

## GWK in der Unterstufe (der AHS, HS u. Neue Mittelschulen)
Der derzeit geltende Lehrplan auf der Stufe der 10- bis 14-Jährigen (in Österreich sind dies die Hauptschulen bzw. Neuen Mittelschulen und die Unterstufen der Allgemeinbildenden höheren Schulen – AHS) ist wortident. In seinem Grundparadigma stammt er aus 1985, wurde aber 2000 in einer etwas gekürzten Version als Minimallehrplan (hier dann auch als „Kernbereich“, dem die Lehrkräfte einen Erweiterungsbereich zuordnen können) erlassen. Eine Gegenüberstellung der Textversionen 1985 und 2000 findet man im „Didaktik-Handbuch“ hg. 2001 von Wolfgang Sitte und Helmut Wohlschlägl. Wichtig ist dabei festzuhalten, dass das Grundparadigma („...im Mittelpunkt steht der Mensch...“) gleich geblieben ist – womit auch die beiden Mitte der 1980er-Jahre verfassten LP-Kommentare (des „Lehrplanservice“ des ÖBV) zu Geographie und Wirtschaftskunde, Teil 1 bzw. Teil 2 weiterhin gelten. Der LP-Text GW wurde auch unverändert wiederverlautbart in den 2012 vom Unterrichtsministerium erlassenen LPen zur NMS. Diese sollen im österreichischen Schulsystem auf der S I ab 2016 die Hauptschulen ersetzen. Strittig sind aber so manche im Laufe der Jahre in der Realität umgesetzte Lehrplaninterpretationen – insbesondere in jüngeren GW-Schulbüchern der S I. Hier melden Fachdidaktiker durchaus Skepsis an, wieweit Reformen überhaupt an die Basis durchgedrungen sind.
Dass gerade auch auf dieser Altersstufe der 10- bis 14-Jährigen Grundlagen einer Wirtschaftserziehung im Sinne von Allgemeinbildung gelegt werden sollen, ist ein Ansatz, der in der österreichischen Fachdidaktik ständig weiterentwickelt wird – vgl. etwa bei Ch. Fridrich 2012 zu Wirtschaftswissen oder ders. 2014 zu einem lebensweltlichen Konzept bzw. wo durchaus Abwehrpositionen gegen Begehrlichkeiten der Wirtschaftspädagogen bezogen werden. Von diesem im Moment wichtigsten österreichischen GW-Didaktiker erschien auch der für 2016 wichtigste Fachdidaktikbeitrag zur Diskussion in Österreich: In diesem bringt er erstmals eine profunde Auseinandersetzung mit den von der AHS-Oberstufen_LP-Kommission 2016 eingebrachten Basiskonzepten, wobei er im genannten Artikel dann auf mögliche Auswirkungen für eine zukünftig wohl auch ins Haus stehende S I (Unterstufe bzw. NMS) – Reform eingeht. Der Beitrag ist deswegen ein wichtiger Orientierungsschritt, als er: 1.) in seinen Zeilen erstmals eine abgesicherte Auseinandersetzung mit dem bislang leider nur als Bruchstücke des späteren LP-Textes, ohne näherer Erläuterungen und konkreten Umsetzungsvorschlägen in der AHS-Oberstufe Verfügtem darstellt; bzw. 2.) die in Österreich seit der Reform der 1980er bislang wenig bis gar nicht eingeschlagene Strategie aufnimmt, schon im Vorfeld zukünftiger Reformen eine breitere fachdidaktische Diskussion anzustoßen!
Die vom Unterrichtsministerium verordnete Stundentafel, welche schulautonom verändert werden kann, sieht in der Unterstufe ein Gesamtausmaß von sieben Jahreswochenstunden vor. In den Gymnasien und HS ist in den ersten vier Jahren/Klassen der Regelvorschlag für GW 2 – 1 – 2 – 2 Wochenstunden. Fachdidaktisch problematisch erscheint wegen der meisten Lernziele eine Verschiebung, die in der dritten Klasse / siebenten Schulstufe schulautonom nur mehr eine Wochenstunde vorsieht. Manche NMS entwickeln aber auch schulautonome Fächerverbindungen etwa zu Lernfeldern gemeinsam mit dem Fach Geschichte.
In der ersten Klasse Unterstufe (5. Schulstufe) erfolgt eine Auseinandersetzung mit der „Vielfalt des Lebens und Wirtschaftens der Menschen“ auf der Erde. Dabei stehen nach einem kurzen orientierenden Einstieg (im Wesentlichen mit Kompetenzen der Atlasarbeit) und der Kenntnis eines Grundgerüsts der Kontinente, Ozeane – das dann über die verorteten Themen laufend verdichtet werden soll – primär die unterschiedlichen Lebens- und Konsumgewohnheiten, bzw. Wirtschaftsformen von Menschen im Vordergrund die von unterschiedlichen Natur und Gesellschaftsbedingungen beeinflusst werden. Schon der Lehrplankommentar hob hervor, dass das weit mehr sei als eine einfache (naturdeterminierte) Gliederung nach unterschiedlichen Bedingungen in Klimazonen! Auch „wie Menschen mit Naturgefahren umgehen“ (endogene als auch exogene) bzw. „wie Menschen Rohstoffe und Energie gewinnen und nutzen“ sind weitere Themen, deren konkrete Zielumsetzung anhand von Beispielen, der Auswahl der Lehrkraft obliegen. Wirtschaftskundlich lassen sich bei den dabei vorkommenden Themen (die großteils aus ländlichen Räumen stammen) dahinterstehende Konzepte wie „extensive – intensive Nutzung“, „Selbstversorger – Marktproduzenten“ und daraus abgeleitet „Produktivität“ oder auch „Nachhaltigkeit“ anführen. Wichtig bei diesem induktiv vorgehenden Lehrplanaufbau sind sowohl in der 1. als auch in der 2. Klasse die abschließenden Themen: Sie dienen der zusammenfassenden Einordnung der durchgenommenen Themen (bevorzugt auf einer das Schuljahr über sich auffüllenden/verdichtenden „Plakatwandkarte“) und sollen derart synoptisch einen kausalen Orientierungsraster sowohl räumlicher Aspekte, als auch der inhaltlichen Grundstrukturen der Lernziele dieses Schuljahres festigen.
Die zweite Klasse (6. Schulstufe) schließt im Sinne einer gemeinsamen Grundstufe mit weltweit zu behandelnden einfacheren Themensachverhalten dahingehend an, als hier das „Leben und Wirtschaften in städtisch geprägten Räumen“ beleuchtet wird. Erarbeitet werden dabei nicht nur unterschiedliche Stadtstrukturen, sondern auch zusätzlich zur Atlasarbeit die Kompetenz der räumlichen Orientierung auf Stadtplänen (und ev. Luftbildern). Die 2. Klasse ist stärker wirtschaftskundlich ausgelegt. Sie erarbeitet als weitere Themenschwerpunkte „Gütererzeugung im gewerblichen und industriellen Bereich“ bzw. in der „Vielfalt des Dienstleistungsbereichs“. Via Tourismus und Verkehrsstrukturen soll hier auch die Kompetenz der Arbeit mit Straßenkarten bzw. Fahrten-/Reiseplanungshilfsmitteln (u. U. online-Routen- bzw. Fahrplänen) eingeführt werden. Manche Schulbücher bringen dabei auch erste Grundinformationen zu „Was macht die Bank mit dem Geld“. Wichtig ist auch in dieser Klasse wieder das abschließende Thema „Die Erde als Lebens- und Wirtschaftsraum des Menschen – eine Zusammenschau“. Wie schon in der ersten Klasse soll dieses synoptisch einordnen, weit über eine reine Topographiezuordnung hinausgehen und kausale Zusammenhänge auf einer erweiterten Erkenntnisebene – nochmals Revue passieren lassen!
In der dritten Klasse (7. Schulstufe) sollen vertiefende Kenntnisse und Einsichten über das „Leben und Wirtschaften in Österreich“ unterrichtet werden. Anhand insbesondere großmaßstäbiger (möglichst topographischer) Karten und Luftbilder soll der Lebensraum und die Lebenssituationen, aber auch Raumordnungsfragen (als direkten Beitrag zur Politischen Bildung) unterrichtet werden. Das ist weit mehr als nur eine beschreibende Abhandlung der Großlandschaften. Der Kommentar zum Lehrplan lässt hier der Lehrperson freie Hand und kann sich auch eine Beschränkung auf „Alpen – Flach-und-Hügelländer – Hochland nördlich der Donau“ vorstellen. Dieses grobe Orientierungsraster könne dann auch mit regionalen Fallbeispielen verdichtet werden. Hervorgehoben soll werden, dass sich nur aus 3 der 17 Lernziele dieser Klasse „Landschaft zu behandeln“ ableiten lässt. Entsprechend dem österreichischen Konzept der Wirtschaftserziehung in GW, sollen auch gerade Themen aus den lebensweltlichen Bereichen „Arbeits-, Konsum- und Gesellschaftsökonomie“ integriert werden. Dabei kommen neben Einblicken in die Arbeitswelt auch Verbrauchererziehung als wichtiges Element in einer Marktwirtschaft vor. Unter der Thematik zu volkswirtschaftlichen Zusammenhängen kommen neben wichtigen wirtschaftspolitischen Kennziffern (und deren Verlaufsinterpretationen anhand von Diagrammen) auch Fragestellungen wie das Staatsbudget bzw. einige elementarisierte andere wirtschaftspolitische (System-)Zusammenhänge in den Unterricht – ein wichtiger Beitrag des Gegenstandes zum Unterrichtsprinzip Politische Bildung!
In der vierten Klasse (8. Schulstufe) beschäftigt man sich mit der Thematik „Gemeinsames Europa – vielfältiges Europa“ bzw. mit „Zentren und Peripherie der Weltwirtschaft“. Hier sollen ausgewählte Großräume (auch Staaten die welt- und wirtschaftspolitisch von Bedeutung sind) beleuchtet und analysiert werden. Die weitere Differenzierung von unterschiedlichen Regionen und eine vorurteilsfreie Auseinandersetzung – unterschiedliche Wahrnehmungsmuster etwa – und „Leben in der Einen Welt – Globalisierung“ schließen die vierjährige Lernspirale im Lehrplan von Geographie und Wirtschaftskunde auf der Stufe der 10- bis 14-Jährigen (S I ) ab.
Das in Österreich vorgeschriebene neunte Pflichtschuljahr wird von dem Teil der Schülerkohorte, der nicht in andere Oberstufenformen weiterwechselt, im sogenannten „Polytechnischem Lehrgang“ absolviert. Hier hat der Gesetzgeber ein GW , GS und PB Ziele z. T. wiederholendes und festigendes fächerübergreifendes Angebot in den Lehrplan hineingeschrieben „Politische Bildung und Wirtschaftskunde“
Lehrplan(ver)Änderung 2019 zum LP-S I- ab 2023 :
Anfang 2019 setzte das Unterrichtsministerium zu einer Lehrplanreform in der S I („Mittelschulen“ = frühere Hauptschulen und Unterstufe der AHS = Gymnasien, bzw. unabhängig dazu auch für Volksschulen = Primarstufe)Kommissionen ein. Diese bekamen sehr enge allgemeine Vorgaben und sehr dicht gedrängte Zeitvorgaben. Bis Herbst 2019 sollen etwa die allgemeinen LP-Teile fertig sein, danach dann bis Jahresende (?) die wichtigeren Klassenlehrplantexte. Kurz wurde in der GW-Community die Problematik bei der „Schlierbachtagung zu Fachdidaktik GW“ am 8. April angesprochen. Eine Dokumentation bzw. Diskussion (wie zum LP-Erstellungsprozeß 2004, bzw. insbes. 2000) wurde danach im Mai – Juni als Webseite von Alfons Koller (PH-Linz) für diesen LP_21 S I aufgebaut. Auf ihr ist auch ein im Juli 2019 herausgekommener erster Kommentar aus der LP-Gruppe verlinkt, der in GW-Unterricht 154 abgedruckt ist. Am 15. September 2019 wurde von der Arbeitsgruppe der 2. LP-Entwurf dem Unterrichtsministerium abgegeben. Auf der (s. o.) LP-Diskussionsseite können im Diskussionsforum Änderungsvorschläge, Kommentare etc. gepostet werden! Am 15. November 2019 wurde die letzte Lehrplan-Version für GW auf der Stufe der 10–14-Jährigen von der LP-Kommission beim Ministerium abgegeben und auf der Dokumentationsseite zur Diskussion präsentiert.
Die Letztversion die von der S I -LP-Kommission am 24. November 2021 ins Unterrichtsministerium abgegeben worden ist, findet man hier. Nach der Coronabedingten Pause ging es dann 2022 schnell und am 1. Jänner 2023 erschien das BGBl. II - Ausgegeben am 2. Jänner 2023 - Nr. 1 mit der Lehrplanversion BGBl. II, die aufsteigend mit 1. September 2023 für die Sekundarstufe I nun gilt.
Interessant ist, dass im Begutachtungsverfahren noch somanches hineinmoniert worden ist (was auch mitunter nicht direkt die Übersichtlichkeit erhöht hat, etwa bei den „fachlichen Konzepten“). Schulpolitisch (und auch für die fachdidaktische Forschung - sie diese zu LP 1985/1989 oben bei SITTE Ch. Diss. 1989) zumindest diskussionswürdig ist, dass das Unterrichtsministerium der LP-Arbeitsgruppe verboten hat (sic!), diese eingegangenen Stellungnahmen öffentlich zu machen. A. Koller (PH-Linz) dem wir auch die Webseite mit der jahrelangen Diskussion zum Lehrplan verdanken, hat aber zumindest die beiden Versionen vor & nach der Begutachtung zu einer interessanten Gegenüberstellung zusammengestellt. Der LP 2023 baut auf dem Konzept seiner Vorgänger von 1985 bzw 2000 auf, wobei auch aufgrund strikter ministerieller Vorgaben (formal für alle Fächer geltend, etwa 2 Kompetenzbereiche = frühere Themen pro Wochenstunde der Normstundentafel mit 2-1-2-2) er länger geworden ist und stärkere wirtschaftliche Akzentuierungen hat - was sich auch im veränderten Fächernamen in der s I ausdrückt. Man wird sehen wie diese Intentionen aufgenommen werden, zumal die neuen Schulbücher alle vor der endgültigen Abfassung zur Approbation eingereicht worden sind und wenig fachdidaktische Erläuterungen publiziert wurden (anders als in den 5 Jahren vor dem Paradigmenwandel zu GW 1985 - etwa in GW-Unterricht ab 1980 schon). Eventuell können die von einem Team um Ch. Fridrich et al publizierten auf wirtschaftliche Bildung bezogenen Unterrichtsbeispiele online auf INSERT.schule.at, hier Impulse geben. Probleme könnte aber auch noch aufwerfen, dass schulautonom gerade in der 3. Kl./7. Schulstufe mit den meisten Zielen gerade in den Pflichtschulen (ehem. Hauptschulen = Mittelschulen) hier wegen der verpflichtenden zusätzlichen Gegenstände Berufsorientierung bzw informatorische Grundbildung, Kürzungen auf nur EINE WoSt. oft erfolgen. Dazu gibt es bislang keine Diskussion oder gar publizierte Konzepte aus dem Bereich der Fachdidaktik GwB - womit das an jedem Schulstandort die Lehrkräfte in Eigenregie durchzuführen haben. Erst im Sommer 2023 erschien ein erster erläuternder Kommentartext der Lehrplankommission in der Zeitschrift gw-unterricht.at.

## GWK an der Oberstufe der Allgemeinbildenden Höherer Schulen (AHS)
In der Oberstufe der Allgemeinbildenden Höheren Schulen (AHS) ist Geographie und Wirtschaftskunde – ähnlich wie in der Unterstufe – nach der vom Unterrichtsministerium vorgeschlagenen Normstundentafel mit sieben Wochenstunden ( 2-1-2-2 WoSt. – vor 1989 waren es noch 2-3-2-2) in allen Jahrgangsstufen vertreten und damit auch ein Reifeprüfungsgegenstand. Allerdings kann schulautonom diese Stundentafel verschoben werden – etwa wenn schulautonom eigene Schwerpunktfächer eingeführt oder bestehende erweitert werden.
Neben den Typen Gymnasium und Realgymnasium gibt es noch den Zweig „Wirtschaftskundliches Realgymnasium“ in dem Geographie und Wirtschaftskunde typenbildend ist, und sogar mit neun Jahreswochenstunden unterrichtet wird.
Ergänzend können interessierte Schüler dazu auch (und das schon seit der LP-Verordnung 1989) vertiefend ein „Wahlpflichtfach GW“, das mit 2 mal 2 Wochenstunden dotiert ist belegen. Auch dieses kann bei der Reifeprüfung (Matura) optional dazugewählt werden. In diesem WPF sind die LP-Vorgaben sehr flexibel gehalten, sodass auch eine Mitwirkung der Schüler bei der Themenauswahl nicht nur möglich, sondern intendiert ist. Allerdings sollen laut LP-Verordnung 2004 die behandelten Themen aus beiden ( sic!) Bereichen – G & W also – stammen. Ein alleiniger „Geographie-“ oder auch „Wirtschaftskurs“ (wie er manchmal anlässlich diverser „Führerscheine“ – s. u. – an manchen Schulstandorten durchgeführt wird) würde der LP-Verordnung widersprechen.
An einer Reihe österreichischer AHS wird inzwischen solches auch zusätzlich im Rahmen eines Freifachs oder unverbindlichen Übung der Unternehmerführerschein angeboten. In den Modulen A, B, C und UP werden die Inhalte des kaufmännischen Teils der Unternehmerprüfung vermittelt: Volkswirtschaft, Betriebswirtschaft, Kaufmännisches Rechnen, Buchhaltung, Kostenrechnung. Dieser Umstand wird aber auch fachlich (d. h. vom Pradigmenanspruch „GW“ in Österreich) und von den dort umgesetzten Kompetenzen nicht unkritisch gesehen. Gerade in der vom Unterrichtsministerium angestoßenen Erneuerungsdebatte 2015 (s. u.), könnten hier Ansätze wie sie in der Zeitschrift GW-Unterricht zu einer „Sozioökonomischen Bildung“ veröffentlicht wurden, für eine Weiterentwicklung von GW an AHS wertvolle Impulse setzen!
Der derzeit gültige Lehrplan 2004 forderte erstmals in seinen allgemeinen Teilen auch Kompetenzen ein. bzw. auch gw.eduhi.at
Es sind dies drei methodische und drei inhaltliche Kompetenzbereiche, die das Fach 2004 damit auch positionieren:
| Methodenkompetenz      | Umweltkompetenz        |
| Orientierungskompetenz | Gesellschaftskompetenz |
| Synthesekompetenz      | Wirtschaftskompetenz   |

Letztere bedeutet:
- Verständnis grundlegender Zusammenhänge in betriebs-, volks- und weltwirtschaftlichen Bereichen sowie Kenntnis gesamtwirtschaftlicher Gesetzmäßigkeiten, Strukturen und Probleme,
- Wirtschaftspolitik als wesentlichen Bestandteil der Politik erkennen, ihre Modelle und deren reale Umsetzung in unterschiedlichen Systemen einschätzen können,
- Erwerb grundlegender Kenntnisse und konkreter Einblicke ins innerbetriebliche Geschehen,
- Einsicht in den Wandel der Produktionsprozesse und Verständnis für Veränderungen der Arbeits- und Berufswelt unter dem Einfluss wachsender Technisierung und Globalisierung,
- Interesse wecken für ein Erwerbsleben im selbständigen Bereich.

Der Lehrstoff ist in folgende Themen gegliedert, die jeweils durch mehrere Ziele noch konkretisiert werden:
Grundsätzlich gliedern sich die Klassen jeweils nach einem Einstiegskapitel, in dem der Raumbegriff in den unterschiedlichen Aspekten beleuchtet wird, ferner in drei Abschnitte mit den drei spiralartig aufbauend im Lehrplan angeführten Säulen „Natur – Bevölkerung/Gesellschaft – Wirtschaft“ (vgl. Kompetenzen oben). Abgeschlossen werden die Klassen 5 bis 7 dann mit einem Kapitel in dem komplexere Themen/Fallbeispiele unter Berücksichtigung dieser 4 Grundelemente analysiert werden sollten.
In der 5. und 6. Klasse (9. und 10. Schulstufe) druckte das Ministerium wegen der Möglichkeit, hier schulautonom Wochenstunden zu verschieben, die Themen gemeinsam zusammen:
Die soziale, ökonomisch und ökologisch begrenzte Welt
- Gliederungsprinzipien der Erde nach unterschiedlichen Sichtweisen
- Landschaftsökologische Zonen der Erde
- Bevölkerung und Gesellschaft
- Die Menschen und ihre wirtschaftlichen Bedürfnisse
- Nutzungskonflikte an regionalen Beispielen

Vielfalt und Einheit – Das neue Europa
- Raumbegriff und Strukturierung Europas
- Produktionsgebiete im Wandel – Außerwert- und Inwertsetzung als sozioökonomische Problemstellungen
- Konvergenzen und Divergenzen europäischer Gesellschaften
- Wettbewerbspolitik und Regionalpolitik
- Regionale Entwicklungspfade im Vergleich

In der 7. Klasse (11. Schulstufe):
- Veränderungen der geopolitischen Lage Österreichs
- Naturräumliche Chancen und Risiken
- Demographische Entwicklung und gesellschaftspolitische Implikationen
- Gesamtwirtschaftliche Leistungen und Probleme – Wirtschafts- und Sozialpolitik
- Wirtschaftsstandort Österreich
- Unternehmen und Berufsorientierung

In der 8. Klasse (12. Schulstufe):
- Globalisierung – Chancen und Gefahren
- Politische und ökonomische Systeme im Vergleich
- Städte als Lebensräume und ökonomische Zentren
- Geld und Währung
- Politische Gestaltung von Räumen[79]

In den nächsten Jahren wird sich ferner erweisen, ob die Umstellung auf eine neue Reifeprüfungsordnung (ab 2015) Veränderungen auch im vorhergelagerten Unterricht bewirken werden. Hier spielt nicht nur die geforderte Kompetenzorientierung herein, sondern auch der Umstand, dass in Hinkunft aus einem Themenpool vom Schüler diese gezogen werden müssen. Die dann nur mehr eine Prüfungsfrage (statt wie bisher eine vorher gewählte und vorbereitete Spezialfrage, der 2 kürzere Kernfragen beigegeben waren – von denen eine dann ausgewählt werden konnte) länger und intensiver als bisher beantwortet werden muss, eine wichtige Rolle. Eine (der wenigen österreichischen) Untersuchung im Rahmen „Forschenden Lernens in FD GW“ erbrachte im Rahmen einer solchen Analyse der Reifeprüfungsfragen exemplarisch am Beispiele der Wiener Schulen interessante Ergebnisse.
Ferner müssen nun alle Kandidaten eine sogenannte Vorwissenschaftliche Arbeit (VWA) bzw. ein Lehrerportal zur VWA u. a. nach Fächerbeiträgen erstellen – Bislang waren die sogenannten schriftlichen Fachbereichsarbeiten zur Matura eine von drei optionalen Varianten, die freiwillig gewählt werden konnten (von etwa 20 % eines Jahrganges)! Schriftliche Ausdrucksfähigkeit, Umgang mit Sachtexten und eine breitere Variation von Arbeitsmethoden wird daher nötig sein und wird in allen Oberstufenjahren den Unterricht maßgeblich auch methodisch beeinflussen! Eine Google-Suchabfrage ergibt, dass viele Schulen auf ihren Homepages die Themen veröffentlichen. Erste fachdidaktische Ergebnisse lieferte ein Forschungsprojekt.
Lehrplan(ver)Änderung 2016:
Hintergrund für diese Lehrplanänderung war das Bestreben des Unterrichtsministeriums die „neue Oberstufe“ NOST einzurichten. Sowohl an AHS, als auch BHS wurden in diesem Zusammenhang ab der 10 Schulstufe sogenannte „Semestermodule“ eingeführt – zunächst optional, ab 2019/20 verpflichtend. Diese sind dann auch jeweils gesondert zu beurteilen bzw. haben die Lehrkräfte dezitierte Lernzieldefizite anzuführen. Das Unterrichtsministerium setzte für die AHS-Fächer 2013 Arbeitsgruppen ein, die eine Umgliederung des 2004 erlassenen AHS-Oberstufen-Lehrplans nach einzelnen Semestermodulen vorschlagen sollte. Dabei versuchten die in der GW-Gruppe arbeitenden Fachdidaktiker auch ein ihrer meinung nach in die Zukunft schauendes Konzept mit sogenannten „Basiskonzepten“ miteinzubinden. Vom fachdidaktischen Standpunkt aus war es eine Herausforderung dieses, aus der Geographiedidaktik des UK kommende Konzept, auf ein doppelpoliges Zentrierfach GW so umzulegen bzw. zu erweitern, dass für die Lehrkräfte die neu formulierten „Basiskonzepte“ mit den Lernzielen des Lehrplans in Verbindung zu bringen sind, bzw. dass in jedem Semestermodul sowohl G als auch W Anteile enthalten sind. Diese sind nun in einem sehr langen Vorsatz im Lehrplan vor den inhaltlichen Semestermodulen hinzugestellt worden. Ein erweiterter Entwurf, der im Herbst 2015 seine Form dann annahm, manches im LP aber auch sonst umgestaltete, wurde bislang nur begrenzt öffentlich diskutiert. Nach (leider nur intern auf einer IMST-Tagung in Klagenfurt unter Ausschluss der schulischen Öffentlichkeit und ohne publizistische Spuren erfolgten) ersten Kritik, wurden Ende November 2015 einige kleinere Änderungen angebracht. Umsetzungsbeispiele, an denen sich die Lehrerschaft orientieren könnte, fehlen dazu bislang. Durch die strikte Stoffzuordnung zu Semestermodulen schränkt sich auch der Spielraum für schulautonome Stundenverschiebungen ein. Am 18. Mai 2016 ging der AHS-Oberstufen-Lehrplan-Entwurf in Begutachtung (inklusive Erläuterungen, wie er mit September 2017 in Kraft treten solle).
Wie schon früher, ging dann diese Begutachtungsfassung praktisch ohne Änderungen im Text des Bundesgesetzblattes vom 2. August 2016 über. Interessant sind bei dieser vom Ministerium veranlassten Änderung u. a. der Umstand, das Geographie und Wirtschaftskunde das einzige Fach in diesem Lehrplan2016 ist, das keine Bildungs- und Lehraufgabe mehr vorangestellt hat. Leider gibt es bis zum Erlassen dieses Textes – anders als bei früheren Reformen – keine nähere fachdidaktische Dokumentation, fachdidaktische Erläuterungen aus der Kommission insbesondere was konkrete Umsetzungsvorschläge für die Lehrkräfte in den Schulen betrifft. Dies erscheint interessant, weil inzwischen bei den Verlagen bereits die Schulbücher für die ersten beiden Oberstufenjahre fertiggestellt worden sind. Es scheint damit heute eine Situation einzutreten, dass „die Kräfte des Faktischen“ (= Schulbücher) viel stärkeren Einfluss darauf haben, was in diesem Schulfach in den unterschiedlichen Schultypen tatsächlich gelehrt wird, als die in Österreich lehrende Fachdidaktik GW die sich von der Umsetzungsproblematik von ihr mitintendierter Lehrplanangaben offenbar publizistisch absentiert hat. Dieser Lehrplan wurde – ebenso wie die LP-Welle 2015/16 bei den BHS – nach einem Konzept der Semestrierung (semesterweise Stoffaufgliederung ab der 10. Schulstufe) strukturiert. Erfahrungsberichte von Schulen ließen aber die neue Regierung die ursprüngliche verpflichtende Einführung bis 2021 aufschieben Lehrkräften ist es daher auch mit diesem LP 2016 noch immer freigestellt die Themen nach der von ihnen ausgewählten Reihenfolge über das ganze Schuljahr planend, zu unterrichten.
Im September 2017 erschien dann eine erste, etwas genauere Erläuterung aus der LP-Autorengruppe in der online-Zeitschrift gw-unterricht.at Heft 147. Das Unterrichtsministerium veranlasste dann, dass prüfungsrelevante sogenannte „Wesentliche Bereiche“ definiert werden. Für GW wurden diese als die Themen des Lehrplans 2016 (ohne Operatoren und den vorne aufgesetzten Basiskonzepten) definiert.
Im Frühjahr 2022, als die Coronakrise abzuebben begann, entschied das Unterrichtsministerium, dass über die „Semestrierte Oberstufe“ (SOST) – die am Beginn des Lehrplanveränderungsprozesses 2016 stand – von den Schulen ab 2023/24 über einen guten Teil der konkreten Ausgestaltung der Oberstufen selbst entschieden werden kann, die lange angekündigte verpflichtende System-Umstellung kommt nicht.

## GWK an den Berufsbildenden Höherer Schulen (BHS)
In den in der Regel sind diese an der S II (Oberstufe) positionierten Schulen wegen ihres auch eine spezielle Berufsausbildung umfassenden Bildungsauftrags um ein Jahr länger. An ihnen unterscheidet sich die Situation je nach Schultyp und Schwerpunkt in den Fächerkonstellationen ganz wesentlich. Auch in den BHS aber wird – ein Jahr später als in den AHS – eine neue Reifeprüfungsverordnung wirksam und wird damit auch in den nächsten Jahren den vorhergelagerten Unterricht beeinflussen. Bei der formalen Struktur dieser Lehrpläne fällt auf, dass sie lange primär stoffzentriert aufgebaut waren. Erst der vom Unterrichtsministerium initiierte Trend Kompetenzen in den Unterricht einzubringen, brachte in den Lehrplänen auch (wie in den AHS seit 1985) Lernziele mit entsprechenden Operatoren (die BHS Abteilung im Ministerium nennt sie „Deskriptoren“). Noch immer aber erscheint diese nun als Ziele angedeuteten neuen Grundmuster, die unter der „Bildungs- und Lehraufgabe“ nun jeweils nach einem Auftaktsatz „Die Schülerinnen und Schüler können...“ aufscheinen, eigentlich nur Erläuterungen zu den oft nur aus dem Altbestand dieser Lehrpläne übernommenen traditionellen Stoffanordnungen. Interessante Einblicke wie diese Lehrpläne (auch aus der Sicht von Lehrkräften) interpretiert werden, zeigen uns Ergebnisse in einer Untersuchung von Stadler 2019. Insbesondere die Fragebogenauswertungen dort auf S. 63 f, 66f und die Inhaltsgewichtungen auf S. 71 f zeigen hier die doch anders als in Lehrplantexten angedachten unterrichtlichen Realitäten auf!
Die sehr unterschiedlichen Lehrpläne und Fachbezeichnungen für Geografie an BHS zeigen nicht nur von der Strukturierung, sondern auch von ihrem jeweiligen fachdidaktischen Aufbau und Schwerpunkten die Problematik auf, dass in diesem Schulbereich nie über zeitgemäße fachdidaktische Konzeptionen nachgedacht worden ist, die aufbauend auf den Curriculaanforderungen der Schulen der 10- bis 14-Jährigen dann ein-, zwei- oder dreijährige Geografie-Lehrgänge (das gilt aber auch für das Schulfach Geschichte) unter zeitgemäßen fachdidaktischen Ansprüchen entwickelt hätten. Hier fehlt allen Beobachtungen nach seit Jahrzehnten das Interesse des Ministeriums, aber auch das der universitären Fachdidaktik in Österreich, deren Hauptinteresse in der Fachdidaktikentwicklung an den AHS liegt (obwohl aus den BHS mehr als 50 % der österreichischen Maturanten kommen). Auch die verschiedenen dort in der von außen angestoßenen Reformphase in den Lehrplänen von 2014/2015 festgelegten Cluster- oder Stammbereichszuordnungen erscheinen relativ willkürlich zusammengewürfelt.
Die Höheren Technischen Lehranstalten (HTL) führten ebenfalls einen Unterrichtsgegenstand Geographie und Wirtschaftskunde seit 1962. Allerdings ist in diesem Schultyp der Kanon der allgemeinbildenden Fächer sehr stark reduziert bzw. nicht angeboten. Geographie (und Wirtschaftskunde) wird im Ausmaß von insgesamt vier Jahreswochenstunden unterrichtet. Die HTL bekam 1986 als erster Schultyp auf der S II in Österreich einen themenorientierten GW-Lehrplan der radikal mit der bis dahin auf den Oberstufen vorherrschenden Tradition länderkundlicher GWK-Lehrplänen brach. Lange wurde an dem damals basisdemokratisch (!) gemeinsam mit der Universität erstellten Konzept nur wenig verändert. Mit dem Lehrplan HTL 2011 wurde auf diesem Schultyp wiederum eine erste Neuerung in österreichischen Oberstufenschulen gebracht: Geographie wurde erstmals im Verbund eines sogenannten Flächenfaches konzipiert. Der fachdidaktische Gehalt des Lehrplans erfuhr starke Kritik. Danach veröffentlichte das Unterrichtsministerium eine Broschüre zu „Schulartenübergreifende Bildungsstandards Geografie-Geschichte-Politische Bildung-einschließlich Volkswirtschaftlicher Grundlagen“ die unter dem Anspruch einen Verbundfachbereich zu strukturieren sehr kritisch zu sehen ist. Da dieser LP noch nicht „semestriert“ formuliert worden ist, kam es Mitte 2015 zu einer leicht in den Zielformulierungen (die Lehrstoffteile blieben gleich) verbesserten Begutachtungsversion
HTL 2015: bzw direkt zu, LP dazu Kompetenzbereiche im Flächenfach „Geografie, Geschichte und Politische Bildung (einschließlich Volkswirtschaftliche Grundlagen)“ (gegenüber 2011 in den Semestermodulen auf gemeinsam je 2-2-2-2-0 WoSt. gekürzt):
| I. Jg.  | Kompetenzbereich Geografie | .                           | .                                   | .                                                |
| II. Jg. | .                          | Kompetenzbereich Geschichte | Kompetenzbereich Politische Bildung | .                                                |
| III.Jg. | .                          | Kompetenzbereich Geschichte | (nur 6. Modul: Politische Bildung)  | Kompetenzbereich Volkswirtschaftliche Grundlagen |
| IV. Jg. | Kompetenzbereich Geografie | Kompetenzbereich Geschichte | (nur 7. Modul: Politische Bildung)  | .                                                |
| V. Jg.  | .                          | .                           |                                     | .                                                |

In den Höheren Lehranstalten für Mode und Bekleidung ist der Gegenstand nur im I. Jg. sehr schwach vertreten – auch was sogar im Gegensatz zu anderen BHS-Lehrplänen 2015 noch immer die Formulierung betrifft. Interessant ist die Stellung des Faches in der der gleichen Richtung zuzuzählenden Schulrichtung Höheren Lehranstalt für Produktmanagement und Präsentation, wo 2015 ein gleichnamiger Gegenstand „Wirtschaftsgeografie und Volkswirtschaft“ im III. und IV. Jahrgang mit weit anspruchsvolleren Inhalten festgelegt wurde.
Der zweite wichtige BHS-Typ, in den kaufmännischen Schulen (HAK) bekam ebenfalls am 27. August 2014 einen neuen („kompetenzorientierten“) Lehrplan. Hier hat Geographie zwar ebenfalls nur in den ersten beiden Jahrgängen Platz (mit 2 bzw. 3 Wochenstunden eine WoSt. mehr Unterrichtszeit als an der HTL), wurde aber in einem Kombinationsfach mit Geschichte als „IWK“ („Internationale Wirtschafts- und Kulturräume“) im V. und letzten Jahrgang schon im LP 2004 wieder maturabel gemacht. Interessant dabei ist, dass es sich dabei 2014 um den ersten in Österreich „semestriert“ erlassenen Lehrplan handelt! IWK kann aber sowohl von Geografie- als auch von Geschichtelehrkräften nach Maßgabe der Administrationserfordernisse unterrichtet werden! Interessant ist, dass hier in der HAK „Volkswirtschaft“ in einem anderen sogenannten „thematischen Cluster“ liegt (vgl. im LP auf Seite 8 – s. u. ). Obwohl erst 2014 erlassen, sind manche seiner Formulierungen von Fachdidaktikern ebenfalls kritisiert worden. Relativ gesehen sind aber die im Verordnungstext ausformulierten Operatoren etwas besser gewählt als im HTL-LP. Eine innere Abstimmung zwischen den Gegenständen in diesem neuen Stammbereich (Cluster) etwa im II. Jg. ist nicht festzustellen. Ebenso nicht zu dem in einem anderen Cluster, Kompetenzmodul 9 = 9. Semester im V. Jg. situierten Gegenstand „Technologie, Ökologie und Warenlehre“ (wo es ebenso um Ökologie, Nachhaltigkeit, Globalisierung geht).
HAK 2014: Stammbereich „Gesellschaft und Kultur“ (Die Pflichtgegenstände des Stammbereiches sind thematisch in Cluster gruppiert – dies ist ein Unterschied zum LP der HAK aus 2004 – s. o.). Geografie hat hier nun 2+3 Wochenstunden.
| I. Jg.  | Geografie (Wirtschaftsgeografie) | .                                                                     | .                                           |  |
| II. Jg. | Geografie (Wirtschaftsgeografie) | Politische Bildung und Geschichte (Wirtschafts- und Sozialgeschichte) | .                                           |  |
| III.Jg. | .                                | Politische Bildung und Geschichte (Wirtschafts- und Sozialgeschichte) | .                                           |  |
| IV. Jg. | .                                | Politische Bildung und Geschichte (Wirtschafts- und Sozialgeschichte) | .                                           |  |
| V. Jg.  | .                                | .                                                                     | Internationale Wirtschafts- und Kulturräume |  |

An den Handelsakademien traditionell fachdidaktisch angelehnt sind auch die Geographie-Lehrpläne der HLWs:
Die Höheren Lehranstalten für Wirtschaftliche Berufe (= Humanberufliche Schulen HUM) und die Handelsakademien gehen aufgrund ihrer berufsausbildenden Schwerpunktsetzung naturgemäß einen anderen Weg als die AHS (wo in GWK praktisch die Wirtschaftserziehung erfolgt): Zum Unterrichtsgegenstand „Wirtschaftsgeografie“ bzw. „Geografie (Wirtschaftsgeographie)“ treten eigene Unterrichtsgegenstände wie Betriebs- und Volkswirtschaft oder Rechnungswesen und Controlling. Mitte 2015 gab es auch für die HLW und das vom III. bis V. Jg. in einem Cluster „Wirtschaft“ abgehaltene Unterrichtsfach „Globalwirtschaft, Wirtschaftsgeographie und Volkswirtschaft“ einen (sehr schnell zusammengestellten) neuen, semestrierten LP-Begutachtungsentwurf-HLW 2015. Dadurch sind größere fachdidaktische Veränderungen gegenüber früheren LPe der HLW bzw. aus 2006 nicht sehr groß. Obwohl im Begutachtungsverfahren einige kritische Stellungnahmen eingegangen sind, erfolgte im GW-Teil-des HLW-LP 2015 eine gegenüber dem Entwurf unverändert gebliebene Kundmachung (im BGBl. II Nr 340 aus 2015 / Anlage A5, S. 46ff). Unterrichtet wird das Fach im III. Jg. mit 3 WoSt, im IV. Jg. mit 2 WoSt und V. Jg. mit 2 WoSt. Allerdings sind im Unterschied zur AHS im IV. Jg. zwei reine Wirtschaftsmodule entstanden, die auch an den HLWs tätige Juristen nach Vorstellung des Unterrichtsministeriums unterrichten können sollen.
In dem kleinen Schultyp Höhere Lehranstalten für Land- u. Forstwirtschaft besteht nur im I. der V Jahrgänge ein dreistündiges Fach „Geographie“. Auch hier gibt es 2016 einen neuen nach Semestern gegliederten Lehrplanentwurf für den I. und II. Jahrgang. Er gliedert den Gegenstand in zwei Teile: Der noch nicht in Semester gegliederte I. Jg enthält Geographieinhalte, während in den Modulen des 3. und 4. Semesters im zweiten Lernjahr davon getrennt nur mehr volkswirtschaftliche Inhalte im Lehrplan stehen.
Einen geringen Stellenwert hat das Schulfach „Tourismusgeographie und Reisebüro“ in den Höheren Lehranstalten für Tourismus. Es ist zwar mit zweimal 3 Wochenstunden in den letzten beiden Jahrgängen, aber der Wirtschaftsbereich ist einem anderen Fach zugeordnet.
Die Bildungsanstalten für Kindergartenpädagogik (bzw. – Sozialpädagogik) kennen ebenfalls den Unterrichtsgegenstand „Geographie und Wirtschaftskunde“ mit ähnlichem Lehrplan wie die AHS und einem Ausmaß von bisher insgesamt sechs Jahreswochenstunden. Auch hier gibt es nach ihrer Umbenennung in Bildungsanstalt für Elementarpädagogik 2016 einen neuen Lehrplan, wo GW nun im I. Jg (2 WoSt) – III. Jg. (2 WoSt) und IV. Jg mit nur mehr 1 WoSt (!) unterrichtet werden wird Interessant ist, dass all diese Lehrpläne vom fachdidaktischen Konzept her relativ diffus aber sehr unterschiedlich gestaltet sind. Koordination etwa vom Aufbau für ähnliche LP-Teile sind quer durch das breite Spektrum all dieser Typen in den berufsbildenden Schulen leider nicht erkennbar. Dies war offenbar dem Ministerium, aber auch der meist dazu uninteressierten Fachdidaktikerszene an den Lehrerausbildungsstätten nicht wichtig, sodass dabei in der Regel schnell und eher zufällig zusammengesetzte Praktikergruppen unabhängig voneinander diese neuen nun semestergegliederten LP-Textfassungen 2015/16 schnell erstellten. In der Regel gehen die Begutachtungsentwürfe dann auch ohne wesentliche Veränderungen in den Verordnungstext über.
Alle Berufsbildenden Höheren Schulen haben daneben noch Fachschulzweige ohne Matura, wo „Geografie“ kürzer unterrichtet wird (ein- bis zweijährig). Exemplarisch für die dort oft sehr vom fachdidaktischen Konzept sehr krude gehaltenen Lehrpläne seien der der Handelsschule (HAS 2014), bzw. der der FS für wirtschaftliche Berufe 2015 oder der der Hotelfachschule genannt. In der Hotelfachschule ist Tourismusgeographie im 3., dem Abschlussjahrgang, wobei aber im Jahr davor ein eigener Gegenstand „Kultur- und Tourismusland Österreich“ fixiert ist.
Eine interessante und innovative Wendung nahm die Entwicklung in den Lehrplänen für technische, gewerbliche und kunstgewerbliche Fachschulen die mit 1. September 2016 erlassen wurden. Der Bereich gliedert sich in zwei Teile: „Geografie und wirtschaftliche Bildung“ (wobei hier erstmals in den techn. FS G mit W verbunden wurde) und den „Bereich Geschichte und Politische Bildung“. Im 1. Lernjahr, mit 2 WoSt. werden diese zwischen den beiden Bereichen geteilt. Im 2. Lernjahr, bei dem die Semestrierung schlagend wird, bekam der Bereich GWGSPB aber nur mehr 1 WoSt. zugestanden. Erstmals formulierte hier nun eine Lehrplankommission vier integrativ zu behandelnde Projekte (zu etwa je 8 Stunden) : „Medien und Macht“, „Migration, Interkulturalität und Diversität“ und im 2. Semester ein „Projekt Europäische Union“ bzw. „Projekt Globalisierung“ bei denen alle Bereiche Inhalte zuliefern sollen.